# Kurtulmuş, Dereli
Kurtulmuş là một xã thuộc huyện Dereli, tỉnh Giresun, Thổ Nhĩ Kỳ. Dân số thời điểm năm 2011 là 819 người.